# Rickea Jackson
Rickea Velece Jackson (* 16. März 2001 in Detroit, Michigan) ist eine US-amerikanische Basketballspielerin in der nordamerikanischen Profiliga WNBA. 

## Karriere
Vor ihrer professionellen Karriere in der WNBA spielte Rickea Jackson von 2019 bis 2022 College-Basketball für das Team der Mississippi State University (MSU) und von 2022 bis 2024 für das Team der University of Tennessee. Beim WNBA Draft 2024 wurde Jackson an 4. Stelle von den Los Angeles Sparks ausgewählt, für die sie in der Saison 2024 auch antrat und am Saisonende mit einer Aufnahme ins WNBA All-Rookie Team 2024 ausgezeichnet wurde.
Rickea Jackson nahm Anfang 2025 als Spielerin an der Premieren-Saison der 3×3-Basketballliga Unrivaled teil.